# 支点
構造力学において支点（してん、英語: support）とは、構造物と地盤あるいは構造物と構造物を結合し、構造物を静止させ安定させる支持点のこと。単に支持（しじ）ともいう。
橋梁においては、支承という装置に該当する。
構造物に荷重が作用し、その反作用で支点に発生する力を支点反力（してんはんりょく、英語: reaction）という。

## 支点の種類
支点には、拘束する変位（発生する反力）によって、3種類に分けられる。
| 名称                   | 模式図 | 略図 | 拘束（反力） | 拘束（反力） | 拘束（反力） | 支点反力 | 支点反力 |
| 名称                   | 模式図 | 略図 | 鉛直 (V)     | 水平 (H)     | 回転 (M)     | 図       | 数       |
| ---------------------- | ------ | ---- | ------------ | ------------ | ------------ | -------- | -------- |
| 可動支点               |        |      | あり         | なし         | なし         |          | 1        |
| 可動支点               |        |      | あり         | なし         | なし         |          | 1        |
| 回転支点               |        |      | あり         | あり         | なし         |          | 2        |
| 固定支点               |        |      | あり         | あり         | あり         |          | 3        |
| 中間ヒンジ（軸力部材） |        |      | あり         | あり         | なし         |          |          |
| 中間ヒンジ（はり部材） |        |      | あり         | あり         | なし         |          |          |

### 可動支点
可動支点（かどうしてん、英語: movable support）は、鉛直方向の変位だけを拘束し、回転や水平方向に移動が可能な支点である。
移動支点（いどうしてん）、ローラー支点（ローラーしてん、英語: roller support）とも言う。
実際には、回転可能なピンと水平方向の移動が可能なローラーで構成される。
略図では、表1のように、三角形の下に横棒、あるいは三角形と横棒の間にいくつかの○で表される。

### 回転支点
回転支点（かいてんしてん）は、水平方向と鉛直方向の変位を拘束し、回転が可能な支点である。
ヒンジ支点（ヒンジしてん、英語: hinged support）とも呼ばれる。
実際には、可動支点から、ローラーを除去し、地盤に固定したものとなっている。
略図では、表1のように、三角形で表される。

### 固定支点
固定支点（こていしてん、英語: fixed support）は、水平・鉛直・回転すべての変位を拘束し、どのようにも移動ができない支点である。
固定端（こていたん、英語: fixed end）とも呼ばれる。
実際には、地盤や壁などに直接埋めこまれた状態にある支点となっている。
略図では、表1のように、固定部をハッチングで表す。

### 中間ヒンジ
支点（構造物と地盤や構造物と構造物を結語する点）ではないが、構造物を構成する部材同士を結合する装置に、中間ヒンジ（英語: middle hinge）がある。
中間ヒンジは、部材と部材の間に蝶つがいを用いたようなもので、この点で部材は回転する（折れ曲がる）ことが可能となる。よって、中間ヒンジ点では
- 曲げモーメントが伝達されない（中間ヒンジ点周りの曲げモーメント総和がゼロとなる）
- たわみ角が不連続となる

という性質をもつ。
表1のように、実際の形式は、引張力や圧縮力を伝える軸力部材の場合とはり部材では異なるが、略図ではどちらも同じ丸1つで表される。